# Palazzo Biscari
Palazzo Bìscari, noto anche come Palazzo Biscari alla Marina (per non confonderlo con il Palazzotto Biscari alla Collegiata), è il più importante palazzo privato di Catania, situato nel quartiere Civita al centro storico.

## Storia
Il palazzo venne realizzato per volere della famiglia Paternò Castello dei principi di Biscari a partire dalla fine del Seicento e per gran parte del secolo successivo, in seguito al Terremoto del Val di Noto dell'11 gennaio 1693. Il nuovo palazzo venne edificato sulle Mura di cinta di Catania, costruite nel Cinquecento per volere del Sacro Romano Imperatore Carlo V, che avevano in parte resistito alla furia del terremoto: i Biscari furono una delle poche famiglie aristocratiche della città che ottenne il permesso regio di costruire su di esse.
La parte più antica del palazzo fu costruita per volere di Ignazio, III principe di Biscari, che affidò il progetto all'architetto Alonzo Di Benedetto, ma fu il figlio di Ignazio, Vincenzo, succeduto al padre nel 1699, a commissionare la decorazione dei sette splendidi finestroni affacciati sulla Marina, opera dello scultore messinese Antonino Amato. Successivamente il palazzo fu modificato per volere di Ignazio Paternò Castello, V principe di Biscari, il quale lo fece ampliare verso est in base ad un progetto dell'architetto Girolamo Palazzotto e, successivamente, dell'architetto Francesco Battaglia. Tra gli artisti chiamati al perfezionamento degli ambienti vi è Giovanni Battista Piparo per alcuni affreschi. L'edificio fu ultimato nel 1763 ed inaugurato con grandiosi festeggiamenti.
Tra i celebri visitatori del palazzo si ricorda soprattutto lo scrittore Johann Wolfgang Goethe che, nel corso del suo viaggio in Italia, venne ricevuto dal principe di Biscari il 3 maggio 1787, poco dopo la morte del padre Ignazio.
(Goethe, Viaggio in Sicilia)
Agli inizi del 2008 il palazzo ha fatto da sfondo al videoclip della canzone Violet Hill della band inglese Coldplay.
Da non confondere con Palazzotto Biscari alla Collegiata, prospiciente via Etnea.

## Descrizione

### Facciata
Abbondanza, Prosperità, Fertilità e Saggezza sono i temi raffigurati nei gruppi allegorici delle decorazioni del prospetto esterno.

### Interno
Al palazzo si accede attraverso un grande portale su via Museo Biscari, che immette nel cortile centrale, adorno di una grande scala a tenaglia.
- Ambulacro;
- Quadreria:
  - Sala dei Feudi: ambiente con alle pareti grandi tele rappresentanti i numerosi feudi dei Biscari;
  - Sala dei ritratti di famiglia.
- Salone delle feste o Salone centrale: ambiente in stile Rococò dalla complessa decorazione fatta di specchi stucchi e affreschi dipinti da Matteo Desiderato e Sebastiano Lo Monaco e Luigi Mayer. Il cupolino centrale era usato come alloggiamento dell'orchestra, ed è coperto da un affresco raffigurante la Gloria della famiglia Paternò Castello di Biscari. Si accede alla cupola attraverso una scala decorata a stucco (che il principe Ignazio chiamò "a fiocco di nuvola") all'interno della grande galleria affacciata sulla Marina.
- Appartamenti della principessa: appartamenti costruiti da Ignazio V per la moglie, Anna Maria Morso e Bonanno, dei principi del Poggioreale, con boiseries di legni intarsiati e pavimenti di marmo di epoca romana;
- Galleria degli Uccelli;
- Stanza di Don Chisciotte.
- Museo Biscari, dove un tempo era raccolta la grande collezione archeologica del mecenate Ignazio Paternò Castello, V principe di Biscari, grande studioso, archeologo e amante delle arti in genere; dal 1927 la collezione è sita in parte al Museo civico al Castello Ursino.[4]

## Galleria d'immagini

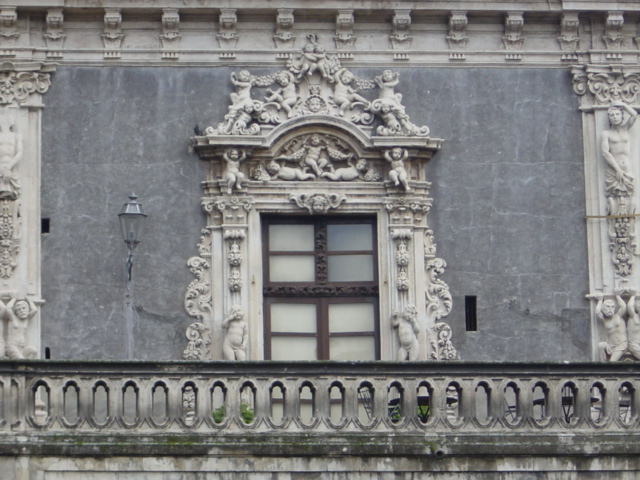
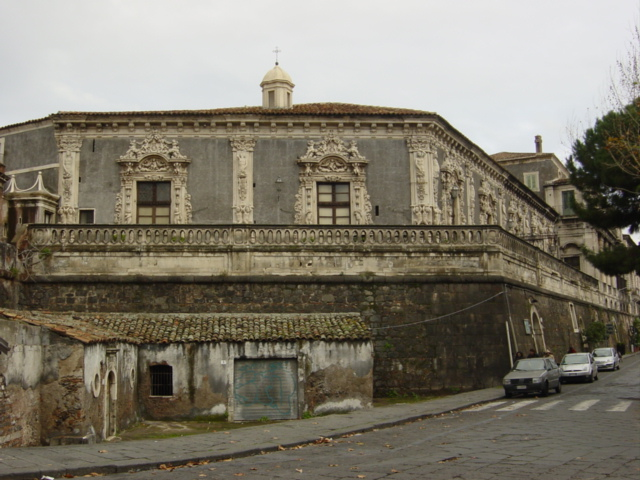
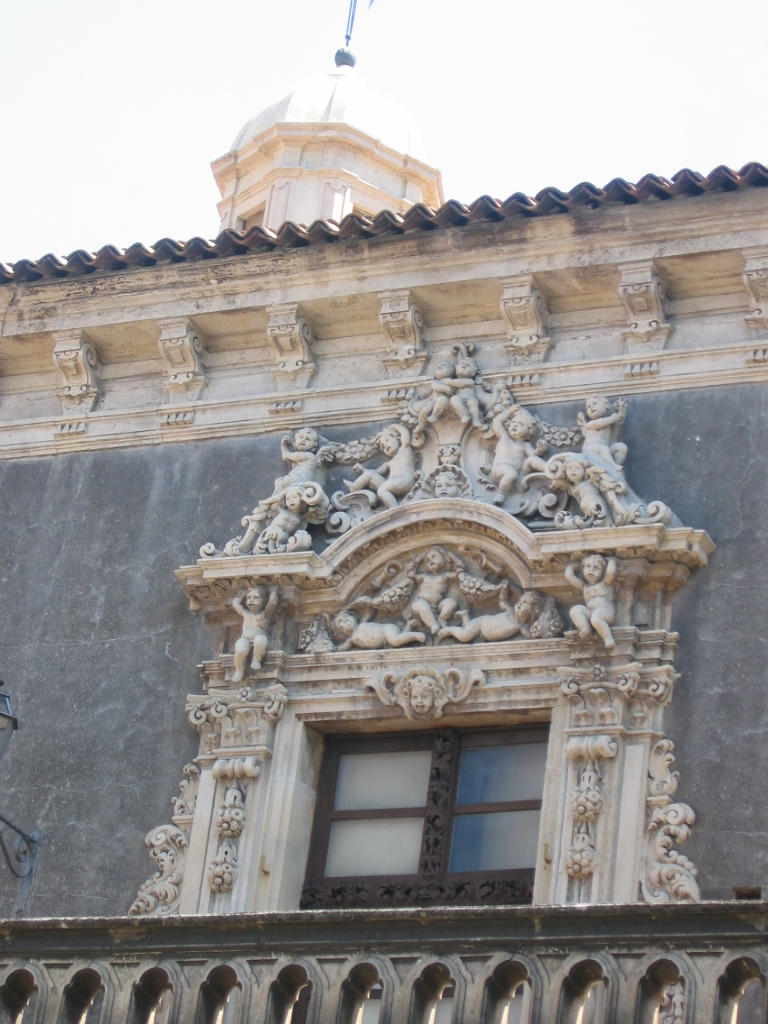
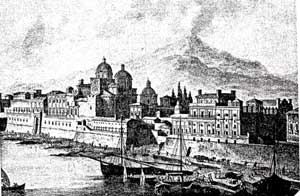
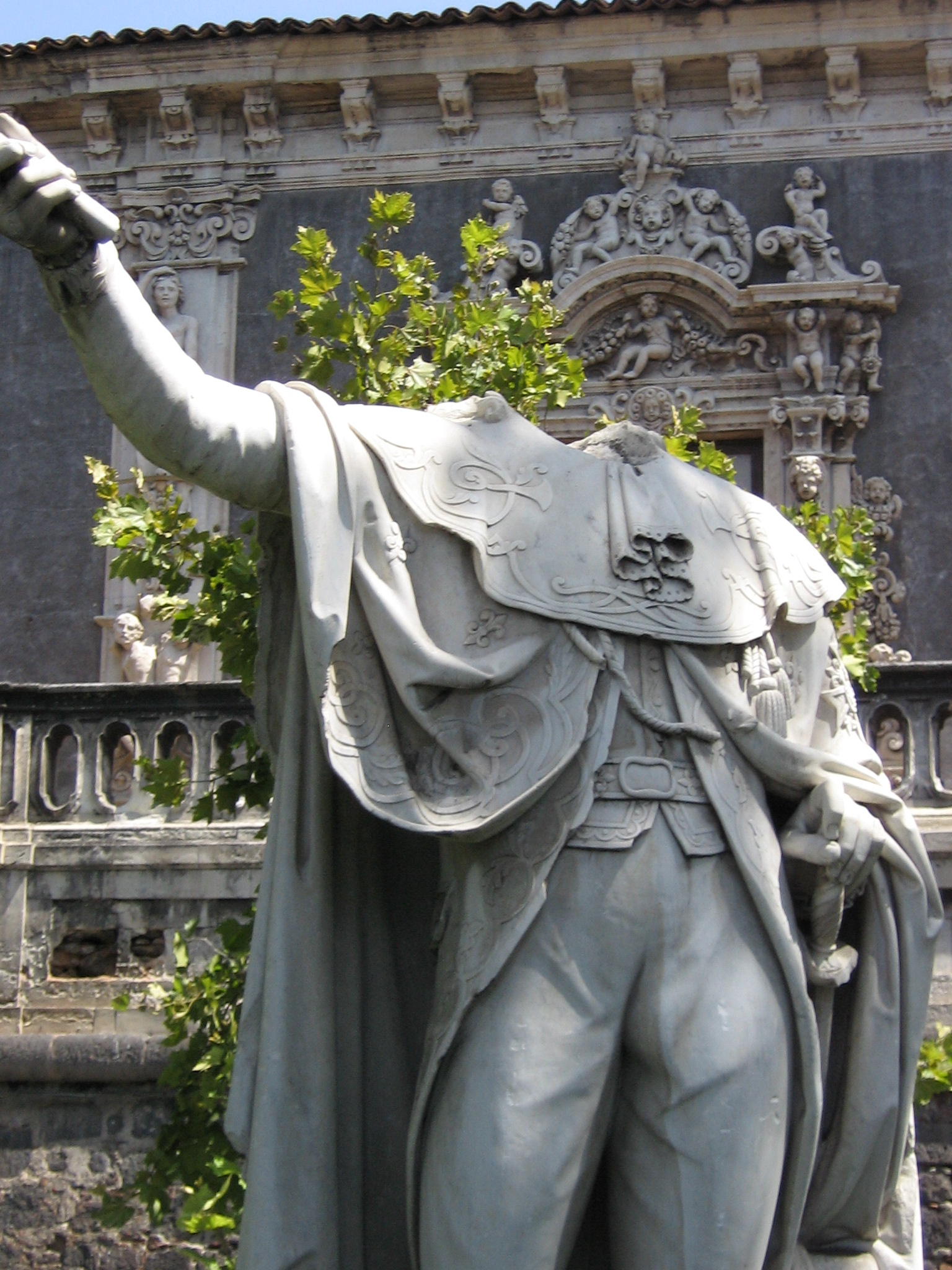
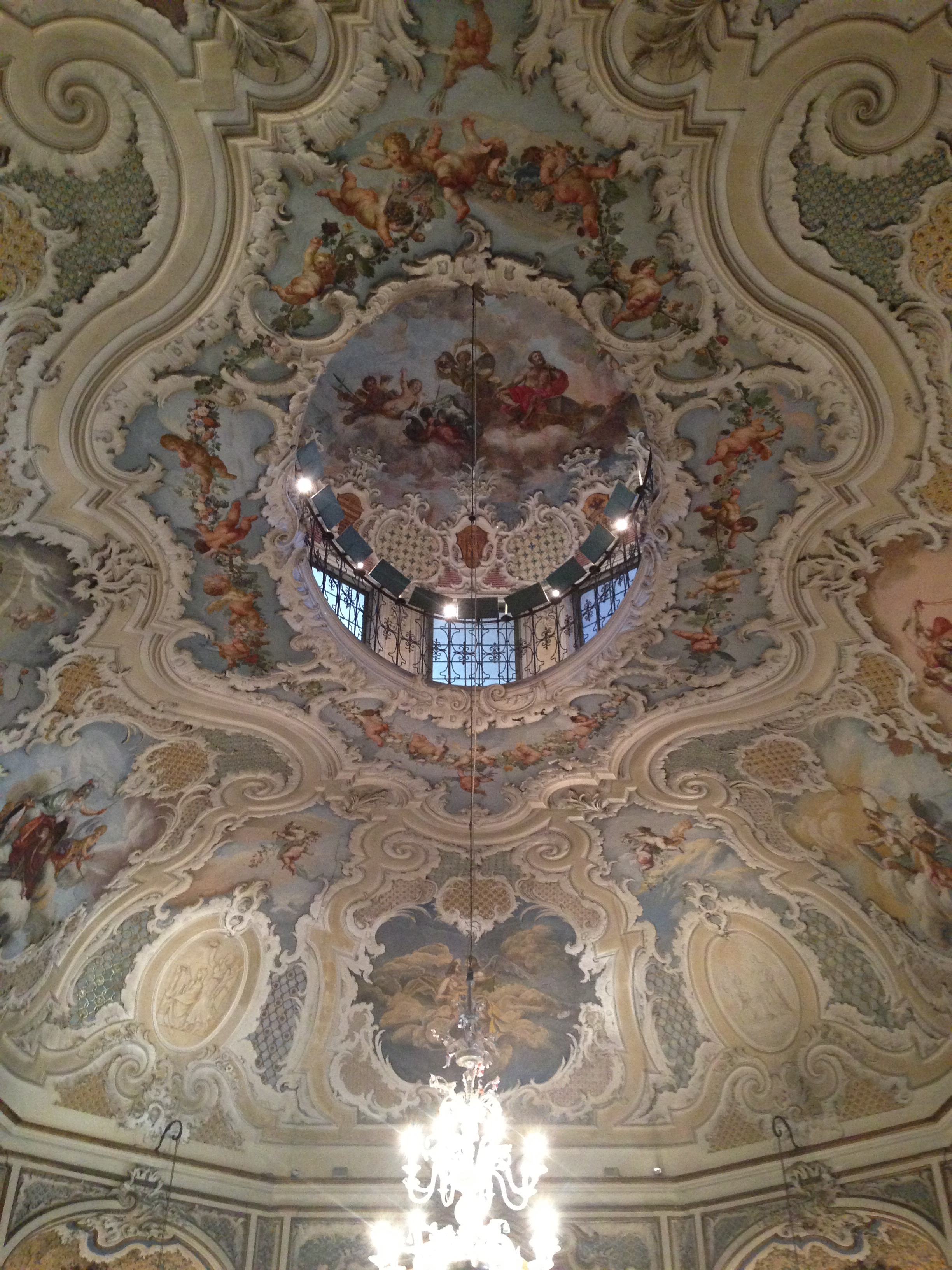
Soffitto del salone
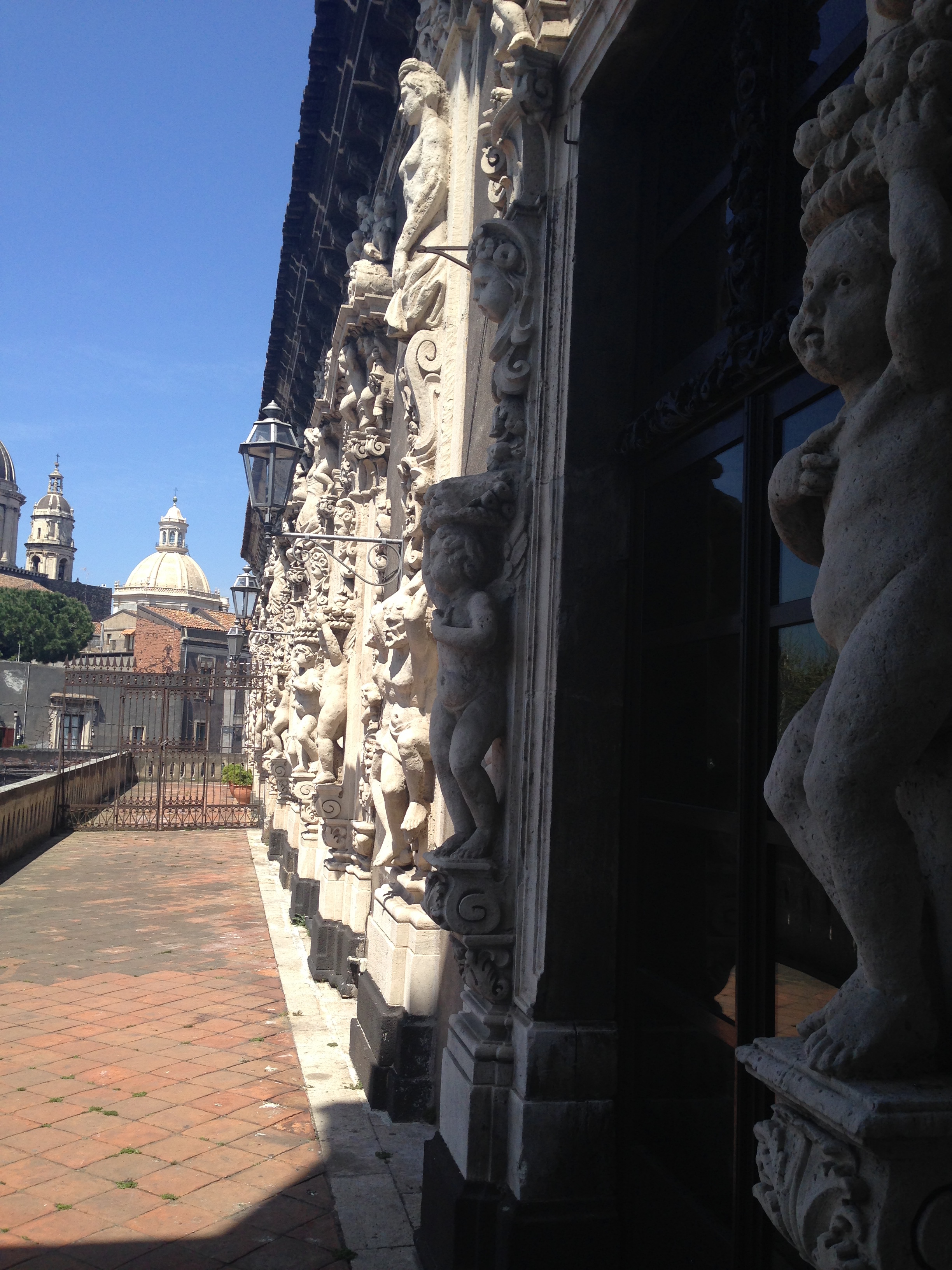
Balconata
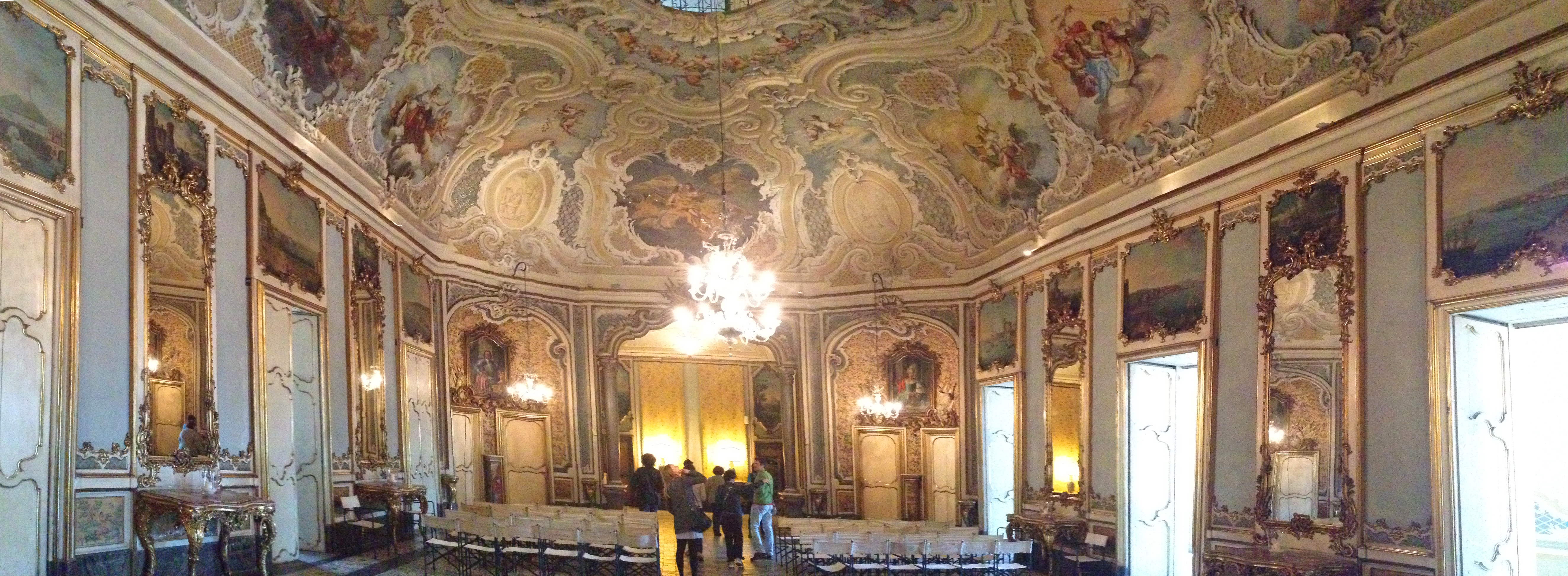
Salone principale
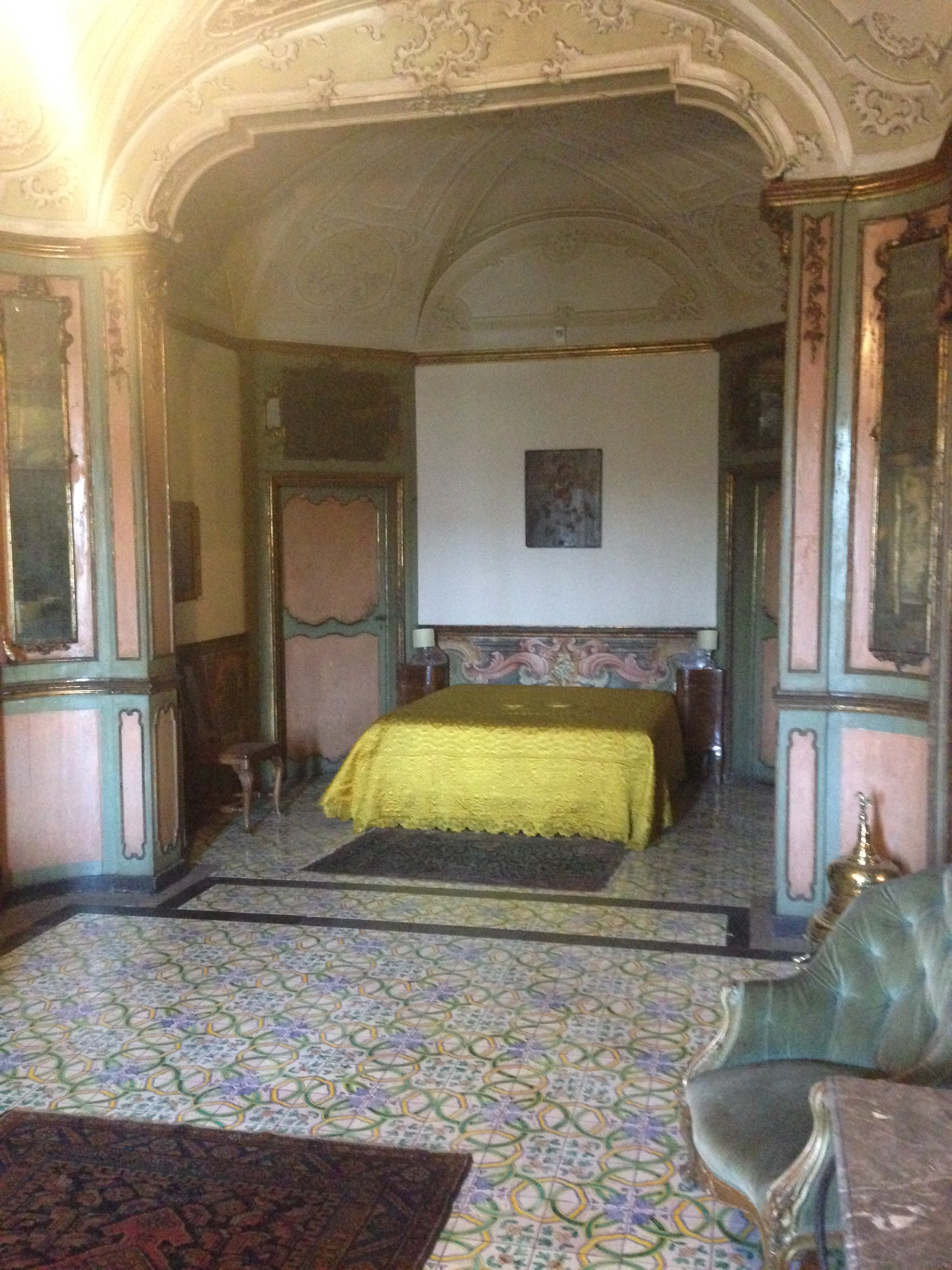
Alcova
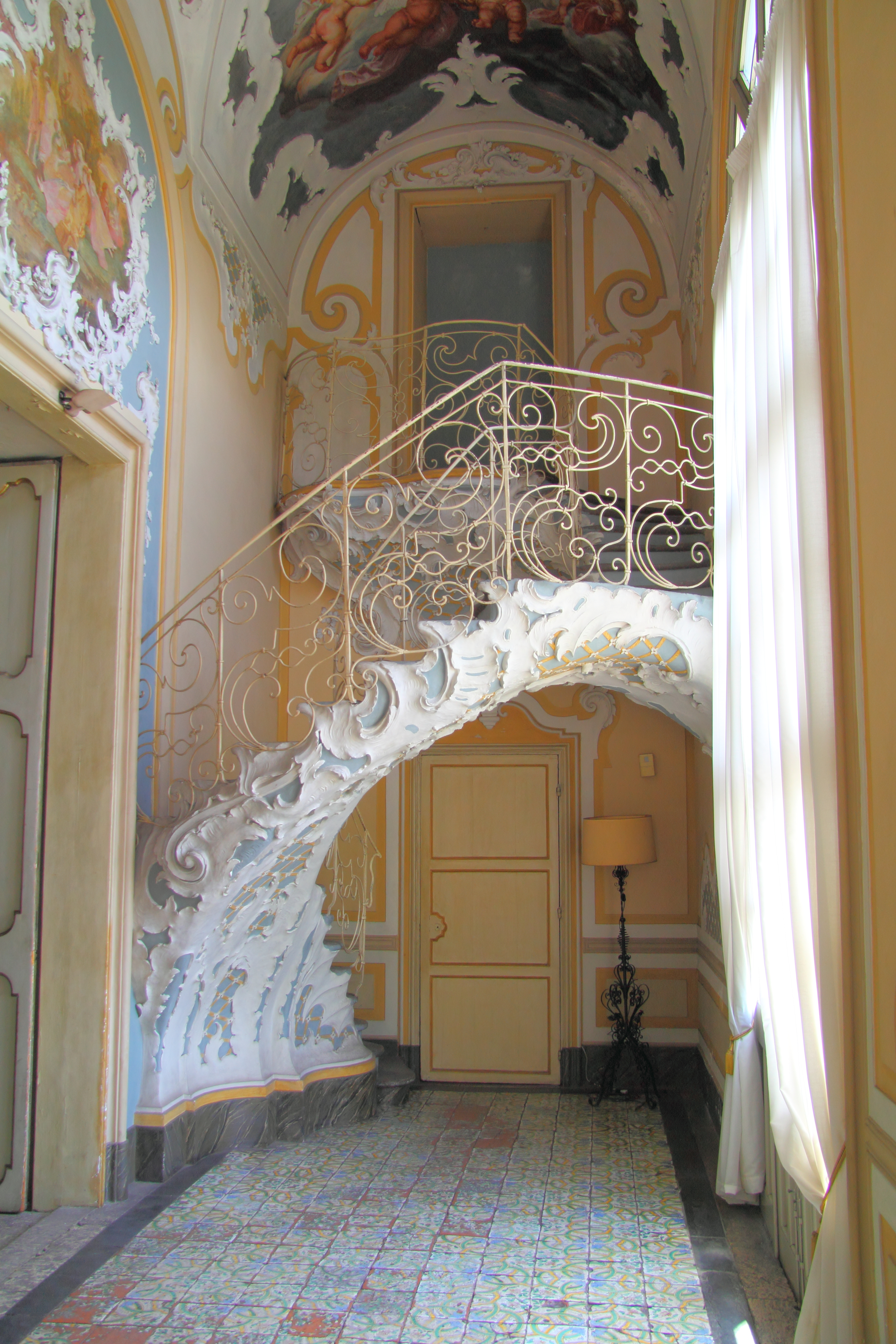
Scala